# Ribeira do Ilhéu
Ribeira do Ilhéu es una localidad caboverdiana del municipio de Mosteiros. Según el censo de 2021, tiene una población de 635 habitantes.

## Geografía
La localidad está situada en la isla de Fogo.

## Organización territorial
La localidad abarca los lugares y barrios de:
- Achada Igreja
- Aldeia
- Barreira
- Casinha
- Cerquinho
- Colundjon
- Cutelo
- Dacabalaio
- Djeu Dento
- Monte Gongon
- Ribeira do Ilhéu